# شركة نقل وتقنيات المياه
شركة نقل وتقنيات المياه هي شركة مملوكة لحكومة المملكة العربية السعودية. مقرها الرئيسي في مدينة الرياض. تملك كامل حقوق إنشاء وتشغيل أنظمة نقل المياه مع الالتزام بالأنظمة واللوائح المنظمة للتجارة والاستثمار وحماية المستهلك وتحديد التعرفة للمحافظة على تكلفة الخدمة المقدمة للعميل مع قابلية مشاركة القطاع الخاص في تمويل المشاريع المستقبلية وتوسيع نطاق مشاركة المواطنين في قطاع المياه وتوفير فرص المشاركة لتطوير مجال تقنيات المياه.
```
تأسست الشركة من خلال فصل وتسويق أصول الإنتاج والنقل التابعة 
للمؤسسة العامة لتحلية المياه المالحة
 (
الهيئة السعودية للمياه
). 
[
3
]
 جاء إنشاء 
شركة نقل وتقنيات المياه
 بناءً على القرار رقم 32 وتاريخ 11/1/1441هـ، والذي وافق عليه 
مجلس وزراء المملكة العربية السعودية
.
```

تعمل شركة نقل وتقنيات المياه ككيان مستقل تجاريًا وستنمو مع إطلاق مشاريع مياه جديدة في المملكة العربية السعودية. وتتولى الشركة مسؤولية إدارة وصيانة عمليات نقل المياه وتخزينها وتوزيعها في جميع أنحاء البلاد، مع قيادة الابتكار في مجال تقنيات المياه والأبحاث.  تقدم شركة نقل وتقنيات المياه خدماتها من خلال شبكة متكاملة من خطوط الأنابيب التي تمتد لأكثر من 8400 كيلومتر مخصصة لخدمة متطلبات تحلية المياه في المملكة العربية السعودية.

## التأسيس
تأسست وفق قرار مجلس الوزراء رقم (32) بتاريخ 11 محرم 1441هـ الموافق 10 سبتمبر 2019، ويعتبر تأسيس الشركة أحد نتائج برنامج التخصيص لتحقيق رؤية السعودية 2030، وبما يحقق أهداف الاستراتيجية الوطنية للمياه تتولى الشركة عمليات إدارة وتشغيل وصيانة أنظمة نقل وتخزين واسناد المياه في مختلف مناطق المملكة، بالإضافة إلى ابتكار الحلول في مجال تقنيات وأبحاث المياه لخدمة جميع الشركاء في مختلف القطاعات الاقتصادية، وتأهيل وتطوير الكوادر البشرية لتعزيز ريادة المملكة في صناعة التحلية ونقل وتخزين المياه، وستعمل الشركة وفق نموذج عمل مبني على أسس تجارية لرفع كفاءة الأصول وخفض التكاليف، والمساهمة في استدامة الخدمات وتلبية طلبات الامداد لتعزيز الأمن المائي للسعودية.

## الدور
ستتولى الشركة إدارة وتشغيل وصيانة أنظمة نقل وإسناد وتخزين المياه على مستوى المملكة، التي يبلغ حجم أطوالها حالياً أكثر من 8400 كيلومتر لنقل ما يزيد على 7 ملايين متر مكعب من المياه المحلاة يومياً لتغذية مختلف المناطق، لتحقيق مزيد من الكفاءة والفاعلية، إلى جانب ابتكار حلول جديدة في مجالات تقنيات وأبحاث المياه، في واحدة من أهم خطوات التحول التي يشهدها قطاع المياه لتحقيق مستهدفات «رؤية 2030».
ستتبنى شركة نقل وتقنيات المياه دور هام في نقل وخزن واسناد وامداد آمن للمياه، وانشاء بنية تحتيه تساعد في تحقيق أهداف الاستراتيجية الوطنية للمياه، من خلال فصل أصول النقل عن الإنتاج، مع الالتزام برفع الكفاءة، وخفض التكاليف، والنقل الآمن للمياه في جميع مناطق المملكة. وتعمل على أسس تجارية لرفع النزاهة في قطاع المياه، وتحسين جودة الخدمات وتنسيق وجدولة حصص المياه الصحيحة، مع التحسين المستمر في عمليات التشغيل، مما سينعكس ايجاباً على الكفاءة وخفض التكاليف.

## الأعمال الرئيسية لشركة نقل وتقنيات المياه
1. تطوير الخدمات والبنى التحتية المرتبطة في قطاع المياه
2. تصميم وبناء وتطوير أنظمة النقل والخزن الاستراتيجي للمياه.
3. إدارة عمليات تشغيل وصيانة أنظمة النقل وخزن المياه.
4. جدولة وتنسيق حصص المياه المسندة في المناطق / المدن.
5. التدريب ورفع القدرات في مجال تقنيات المياه
6. الاشراف على تطوير تقنيات وأبحاث المياه.

## مجلس الإدارة
- المهندس عبد الله إبراهيم العبد الكريم - محافظ المؤسسة العامة لتحلية المياه المالحة - الرئيس.
- عبد الرحمن محمد الزغيبي - عضو.
- محمد عبد الله الخريف - عضو.
- ماجد عبد الرحمن الرشيد - عضو.
- سامي عبد العزيز المخضوب - عضو.
- فيصل أحمد السلوم - عضو.
- فيصل محمد الشريف - عضو.

## المشاريع
مشاريع حالية:
| أنظمة نقل      | محطة ضخ | خزان | السعة الاستيعابية لضخ المياه يومياً |
| 8,400 كيلو متر | 63      | 319  | 7,2 مليون متر مكعب                 |

مشاريع قيد التنفيذ:
| أنظمة نقل     | محطة ضخ | خزان | السعة الاستيعابية لضخ المياه يومياً |
| 11,2 كيلو متر | 75      | 470  | 17 مليون متر مكعب                  |

## الاستثمارات المستقبلية
حجم استثمارات مستقبلية والتي سوف تشارك بها جهات القطاع الخاص للمشاريع الجديدة في منظومة نقل المياه وخزنها للسنوات العشر المقبلة تصل إلى 60 مليار ريال.

## وصلات خارجية
- الموقع الرسمي